# شاتليه - لي هال
محطة شاتليه - لي هال (بالفرنسية: Gare de Châtelet - Les Halles) هي محطة سكة حديد فرنسية تقع في الدائرة الأولى في باريس. وُضعت في الخدمة عام 1977 من قبل الهيئة المستقلة للنقل في باريس. وهي تحت الأرض بالكامل وتعد أكبر محطة تحت الأرض في العالم. تخدمها ثلاثة خطوط من الشبكة الجهوية السريعة في إيل دو فرانس ولها إتصال مع خمسة خطوط مترو.